# 潮止橋
潮止橋（しおどめはし）は、埼玉県八潮市大字大瀬の中川に架かる埼玉県道54号松戸草加線の道路橋である。本項では潮止橋の前身である藤橋（ふじはし）についても扱う。

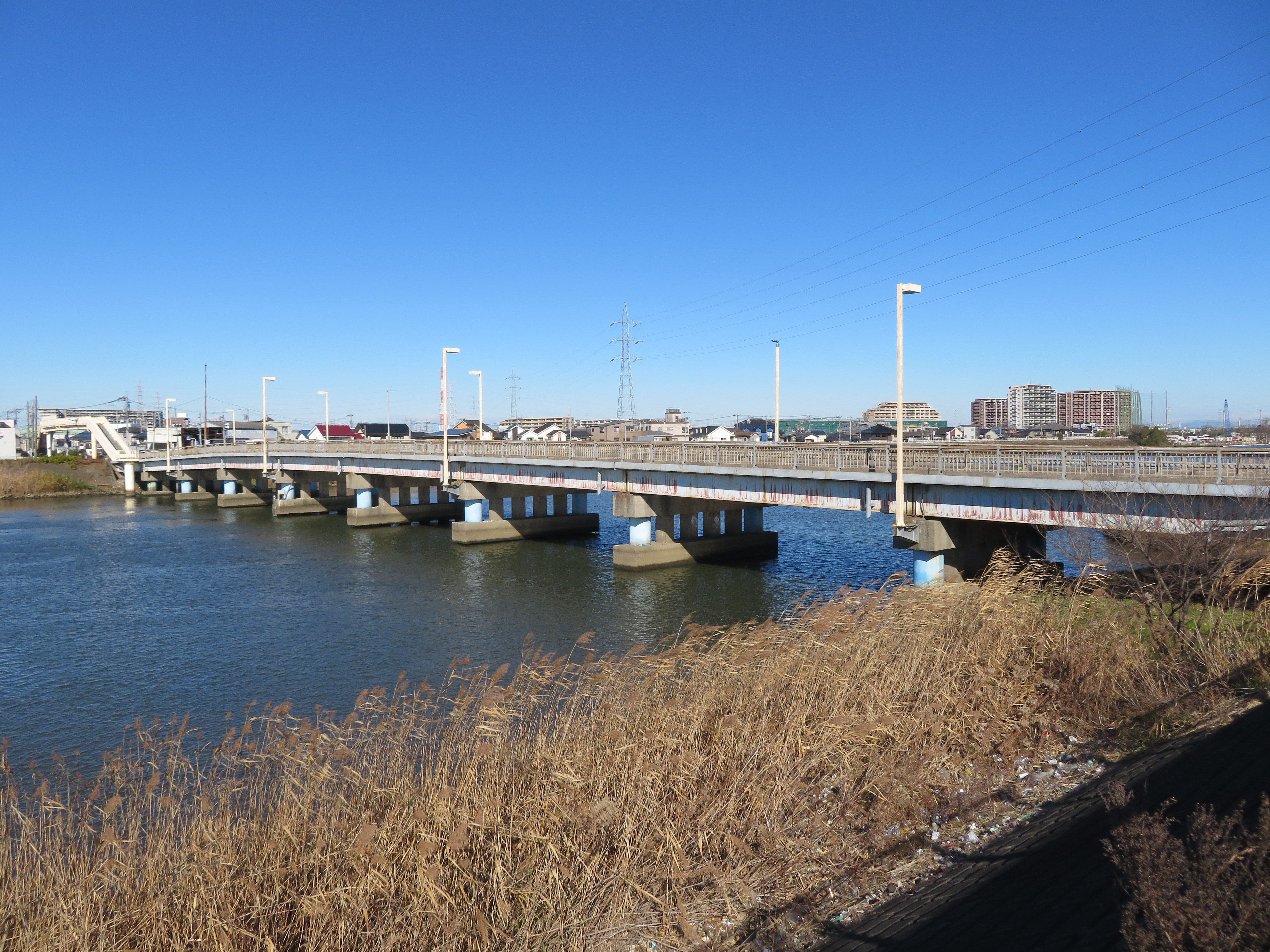
潮止橋

## 概要
中川の河口から19.1 kmの地点に位置し、埼玉県内では中川に架かる最下流の橋である。明治年間の藤橋（後述）に代わり、大正年間に開削された中川の新流路に新たに架けられた橋である。かつての中川は八潮市と三郷市の市境に沿って流れ、大場川の閘門橋付近より下流側も中川（古利根川）の一部だった。流路跡上に八潮市と三郷市の市境を成している。橋長は135.5メートル、幅員は6.5メートル、支間長は15.1メートルの9径間の単純鋼鈑桁橋の永久橋である。京成バスや東武バスセントラルの走行経路に指定され、橋の両詰付近に潮止橋北・南停留所が設置されている。橋の名前の由来は潮止村から。その潮止とは東京湾からの海水が潮の干満によってこの付近まで遡上することに因む（感潮河川）。なお、中川は昭和20年頃までは垳以南の呼称であり、それより以北を古利根川と称していた。

## 歴史

### 戸ヶ崎の渡し
「戸ヶ崎の渡し」は埼玉郡大瀬村と葛飾郡戸ヶ崎村を結び、川幅80間（約145.5メートル）余を渡る人舟馬舟各二艘を有する官設の渡船（官渡）であった。渡船はいつから開設されていたか定かではないが、南北朝期に当地に河関が置かれていたことからその頃までには存在したとされる。渡船には中世より存在した河岸場が併設されていた。この渡船場は藤橋の架設により廃止された。

### 藤橋
北埼玉郡大瀬村と北葛飾郡戸ヶ崎村の境を流れる中川（古利根川）の旧流路上存在した里道である水戸脇往還（後の吉川新宿線）の「戸ヶ崎の渡し」の場所に藤橋が架けられていた。
1880年（明治13年）6月23日、戸ヶ崎村の加藤翠渓（すいけい）や小右衛門新田の日比谷晁（てう）により木造橋の架橋の許可を出願、1881年（明治14年）1月17に内務卿より架橋の許可が下り、私費を投じて9月3日に着工し、1882年（明治15年）12月25日に竣工され、架設者の人名である加藤家と佐藤家の「藤」の字に因んで藤橋と名付けられた。架橋に要した費用は2000円であった。橋の長さは33間3尺（約54.5メートル）、幅員は1間13尺（約2.7メートル）の木橋であった。この橋は架橋に掛かった費用を29ヵ年かけて償却するため、通行料を徴収する賃銭橋であった。通行料は徒歩1人・人力車1両・大七以上の荷車1両は各5厘、牛・馬は1疋8厘、馬車・牛車は1銭であった。1887年（明治20年）に橋が戸ヶ崎村の加藤謙光と南川崎村の佐藤乾信に譲渡された。1920年（大正9年）4月1日に県道路線「吉川新宿線」と認定され、橋は埼玉県に移管された。
この橋は明治43年の大水害が契機となり、中川の河川改修が1920年（大正9年）より着手され、蛇行部をショートカットする直線的な捷水路が1925年（大正14年）に開削されたことにより廃止された。

### 潮止橋
1930年（昭和5年）に潮止橋が木橋として開通し、幾度も補修工事を繰り返し、その後重量制限を課しながら使い続けた。現在の橋は1955年（昭和30年）10月より着工され、2750万円の工費を掛けて1956年（昭和31年）7月に竣工され、同年11月3日に開通された。開通の際には開通式や祝賀会が挙行された。橋の完成当初は右岸側は丁字路であった。また橋の完成当初は歩道がなかったため、後に橋の両側を拡幅して歩道が設置されている。
上流側に同線のバイパスの橋である新中川橋が2010年（平成22年）11月28日に開通したことにより、橋の慢性的な渋滞が緩和された。

## 周辺
橋の左岸側、および右岸側の上流側は住宅地、下流側は工業地域である。大気が澄んだ時には、橋からは富士山を望むことが出来る。
- 潮止通り
- 八潮市立中川小学校
- 八潮市立潮止中学校
- 垳川排水機場
- 新大場川水門
- 八潮古新田郵便局
- 大瀬氷川神社
- 大瀬浅間神社
- 福蔵院
- 宝光院
- 古新田稲荷神社
- 三社稲荷神社
- 大瀬観音堂

## 隣の橋
- 中川
  - （上流） - つくばエクスプレス中川橋梁 - 新中川橋 - 潮止橋 - 飯塚橋 - 常磐線中川橋梁 - （下流）